# Junkyard
Junkyard je druhé studiové album australské rockové skupiny The Birthday Party, vydané v květnu 1982 vydavatelstvím Missing Link Records (Austrálie) a 4AD (Spojené království). Nahrávání alba probíhalo od prosince 1981 do ledna 1982. O produkci se staral Tony Cohen, v některých písních pak Richard Mazda.

## Seznam skladeb
| Pořadí | Název                | Hudba                           | Text                  | Délka |
| ------ | -------------------- | ------------------------------- | --------------------- | ----- |
| 1.     | She's Hit            | Nick Cave, Tracy Pew            | Nick Cave             | 6:06  |
| 2.     | Dead Joe             | Nick Cave                       | Nick Cave, Anita Lane | 3:08  |
| 3.     | The Dim Locator      | Rowland S. Howard               | Rowland S. Howard     | 2:49  |
| 4.     | Hamlet (Pow Pow Pow) | Rowland S. Howard               | Nick Cave             | 5:33  |
| 5.     | Several Sins         | Rowland S. Howard, Harry Howard | Rowland S. Howard     | 2:56  |
| 6.     | Big Jesus Trash Can  | Mick Harvey                     | Nick Cave             | 3:00  |
| 7.     | Kiss Me Black        | Nick Cave                       | Nick Cave, Anita Lane | 2:48  |
| 8.     | 6" Gold Blade        | Mick Harvey                     | Nick Cave             | 3:34  |
| 9.     | Kewpie Doll          | Mick Harvey                     | Nick Cave             | 3:32  |
| 10.    | Junkyard             | Nick Cave, Rowland S. Howard    | Nick Cave             | 5:49  |

## Obsazení
The Birthday Party
- Nick Cave – zpěv
- Mick Harvey – kytara, baskytara, bicí, perkuse, saxofon
- Rowland S. Howard – kytara
- Tracy Pew – baskytara
- Phill Calvert – bicí

Ostatní hudebníci
- Anita Lane – doprovodné vokály
- Barry Adamson – baskytara v „Kiss Me Black“